# وينديل لوفيت
وينديل لوفيت (بالإنجليزية: Wendell Lovett) هو مهندس معماري أمريكي، ولد في 2 أبريل 1922، وتوفي في 18 سبتمبر 2016.